# Ruth Patrick
Pour les articles homonymes, voir Patrick.
Ruth Patrick (née le 26 novembre 1907 à Topeka - 23 septembre 2013) est une botaniste et limnologiste américaine, spécialiste de l'étude des algues diatomées et l'écologie d'eau douce.
Elle développe une méthode de mesure de la santé des écosystèmes d'eau douce et crée un certain nombre de centres de recherche.

## Biographie
Ruth Patrick est la fille de Frank Patrick, un botaniste amateur, diplômé de l'Université Cornell. Ruth et sa sœur l'accompagnent souvent collecter des échantillons, en particulier des diatomées dans les cours d'eau. Elle fréquente la Sunset Hill School de Kansas City où elle  obtient son diplôme en 1925. Soutenue par son père, elle suit des études à l'université de Virginie, où elle obtient une maîtrise en 1931, suivie d'un doctorat en 1934. Sa thèse porte sur la diversité et l'importance écologique des diatomées.
Ruth Patrick déménage à Philadelphie en 1933 pour avoir accès à la collection de diatomées de renommée internationale de l'Académie des sciences naturelles. Ses recherches démontrent que le Grand marais lugubre situé entre la Virginie et la Caroline du Nord est une forêt inondée d'eau de mer et que le Grand Lac Salé n'a pas toujours été un lac salé. Au cours de la Grande dépression, elle travaille bénévolement comme conservatrice pour l'Académie des sciences naturelles pendant huit ans. Elle n'est rémunérée qu'à partir de 1945. En 1947, elle crée le département de limnologie de l'Académie, qu'elle préside.
En 1945, Ruth Patrick invente le diatomètre, un dispositif d'étude de l'écologie aquatique. Elle est une pionnière de l'étude de la diversité biologique afin de déterminer l'état de santé général d'un milieu. Son travail universitaire, en lien avec les industriels comme DuPont, a permis de mieux comprendre les phénomènes de pollution de l'eau, des rivières, des lacs. Son expertise est sollicitée tour à tour par les présidents Lyndon Johnson et Ronald Regan.
Elle reçoit de nombreux prix et distinction, pour ses réalisations scientifiques, par exemple de la Société américaine d'écologie en 1972. Elle est fellow de l'Académie américaine des arts et des sciences en 1976, et reçoit notamment la Médaille Benjamin Franklin en 1993 et la Médaille nationale de la science en 1996. Comme botaniste, son abréviation d'auteur est R.M.Patrick.
Le 17 novembre 2007, un gala est organisé pour son centième anniversaire par l'Académie des sciences naturelles de Philadelphie. 
Elle est intronisée dans le National Women's Hall of Fame en 2009.  
Ruth Patrick meurt dans une maison de retraite en 2013, à 105 ans.